# Peña Izaga
La Peña Izaga (Itzaga en euskera) es una cumbre de Navarra (España) situada en el término municipal de Izagaondoa, en la sierra que separa los valles de Izagaondoa y Unciti, al norte y el de Ibargoiti al sur. Tiene una altitud de 1361 metros. Pero lo que más destaca son los 800 m de prominencia que la hacen destacar sobre su entorno. 
Desde su cumbre, mirando al norte, se pueden ver las cimas principales del Pirineo occidental. Desde el Pico de Orhi hasta montes fuera de Navarra como el Bisaurín. Al noroeste se encuentra la Cuenca de Pamplona que es claramente visible también.
En las inmediaciones de la cumbre está situada la ermita de San Miguel de Izaga.